# 桂莹莹
桂莹莹（曾用艺名胡扬琳），中国女歌手，主要演唱作品有单曲《最后一夜爱你》（2014年12月）等。
桂莹莹2013年起的经纪公司为北京太格印象传媒技术有限公司。该公司曾与歌手胡杨林（本名胡杨琳）签约。胡杨林曾于2005年演唱歌曲《香水有毒》。胡杨林和北京太格印象传媒技术有限公司解约后该公司将歌曲重新包装由桂莹莹（使用艺名“胡扬琳”）演唱，2013年8月1日重新发行。2015年7月8日，胡杨林以不正当竞争将桂莹莹告上法庭。2016年1月20日北京市朝阳区人民法院判决桂莹莹停止使用“胡扬琳”艺名，并赔偿损失20万元。
1. ↑  .   [2018-12-23]. （原始内容存档于2018-12-23）.
2. ↑  .   [2018-12-23]. （原始内容存档于2018-12-24）.